# Apareiodon orinocensis
Apareiodon orinocensis is een straalvinnige vissensoort uit de familie van de rotszalmen (Parodontidae). De wetenschappelijke naam van de soort is voor het eerst geldig gepubliceerd in 1999 door Bonilla, Machado-Allison, Silvera, Chernoff, López & Lasso.